# 合漳乡
合漳乡，是中华人民共和国河北省邯郸市涉县下辖的一个乡镇级行政单位。

## 行政区划
合漳乡下辖以下地区：
白芟村、黄龙口村、合漳村、台庄村、温和村、后沟村、史邰村、石梯村、槐丰村、太仓村、下坪村、郊口村、丁岩村、田家嘴村、张家头村、段曲头村、大港村、东峧村、前峧村和后峧村。